# Johann Ernst Rentzsch (der Jüngere)
Johann Ernst Rentzsch, auch Johann Ernst Rentsch (* 2. Juni 1693 in Weimar; † 1767 ebenda) war ein deutscher Maler. Sein Vater war der Maler Johann Ernst Rentsch (der Ältere).

## Leben
Rentzsch war seit dem Tod seines Vaters, dessen Nachfolger er 1723 wurde, Hofmaler der Weimarer Herzogs Wilhelm Ernst (1662–1728) und später von Ernst August I. (1688–1746).
Zu den bekanntesten Werken Rentzschs gehört die  Bemalung des barocken Holztonnengewölbes von 1726/1729 und die Ausstattung der St.-Mauritius-Kirche von Niedergrunstedt, das heute zu Weimar gehört. Die Kirche, die auch dem Maler Lyonel Feininger als Motiv diente, gehört zu den Sehenswürdigkeiten Weimars. Die Johann-Ernst-Rentzsch-Straße in Niedergrunstedt ist nach dem Maler benannt.
Rentzsch schuf auch Teile der Ausstattung des Schlosses Belvedere in Weimar-Ehringsdorf, beispielsweise das Deckengemälde im dortigen Turmzimmer aus dem Jahr 1734, das Herzog Ernst August umgeben von seinen Hofdamen zeigt. Der Herzog unterhielt einen regelrechten Harem, in dem ihm zwei adlige „Ehrenfräulein“ und drei bürgerliche „Kammerfrauen“ zu Diensten waren.
Rentzschs Grab befindet sich in der sogenannten Cranachgruft an der Südseite der Weimarer Jakobskirche, wo auch Lucas Cranach d. Ä. sowie weitere 35 Persönlichkeiten beigesetzt wurden, darunter die Maler Georg Melchior Kraus, Ferdinand Jagemann und Johann Friedrich Löber. Die Grabsteine befinden sich an der Kirchenwand.
Rentzschs Schwester Johanna Dorothea war die Mutter des sächsischen Hofmalers und Kupferstechers Christian Wilhelm Ernst Dietrich (1712–1774).
| Personendaten    | Personendaten          |
| ---------------- | ---------------------- |
| NAME             | Rentzsch, Johann Ernst |
| ALTERNATIVNAMEN  | Rentsch, Johann Ernst  |
| KURZBESCHREIBUNG | deutscher Maler        |
| GEBURTSDATUM     | 2. Juni 1693           |
| GEBURTSORT       | Weimar                 |
| STERBEDATUM      | 1767                   |
| STERBEORT        | Weimar                 |